# Diocesi di Edistiana
La diocesi di Edistiana (in latino Dioecesis Edistianensis) è una sede soppressa e sede titolare della Chiesa cattolica.

## Storia
Edistiana, nell'odierna Tunisia, è un'antica sede episcopale della provincia romana di Bizacena.
La sede è conosciuta solo per la presenza del vescovo Miggin, donatista, alla conferenza svoltasi a Cartagine nel 411, che vide riuniti assieme i vescovi cattolici e donatisti dell'Africa; la sede all'epoca non aveva un vescovo cattolico.
Dal 1933 Edistiana è annoverata tra le sedi vescovili titolari della Chiesa cattolica; dal 6 giugno 1991 il vescovo titolare è Johannes Kreidler, già vescovo ausiliare di Rottenburg-Stoccarda.

## Cronotassi

### Vescovi
- Miggin † (menzionato nel 411) (vescovo donatista)

### Vescovi titolari
- Pedro José Rivera Mejía † (25 giugno 1951 - 20 febbraio 1953 nominato vescovo di Socorro e San Gil)
- Jean-Marie Jan † (27 giugno 1953 - 9 dicembre 1970 dimesso)
- Pavao Žanić † (9 dicembre 1970 - 14 settembre 1980 succeduto vescovo di Mostar-Duvno)
- Jorge Iván Castaño Rubio, C.M.F. † (6 giugno 1983 - 30 aprile 1990 nominato vescovo di Quibdó)
- Johannes Kreidler, dal 6 giugno 1991